# Bartolomé de la Plaza
Bartolomé de la Plaza (Medinaceli, c. 1529-Valladolid, 10 de octubre de 1600) fue un religioso español, Primer obispo de Valladolid.
Formado en Sigüenza y Granada, tras pasar por Cuenca terminó sus estudios en Salamanca. Canónigo de Baza, pasó después a ser magistral de Granada. Alcanzado el obispado en 1589, fue destinado a la Diócesis de Tuy. Al obtener Valladolid en tiempos de Felipe II el rango de diócesis, fue designado como su primer obispo, tomando posesión del cargo en 1597. Falleció poco después, en 1600, y apenas si tuvo tiempo de ordenar la extensión de los colegiales y organizar el seminario. Enterrado en la segunda colegiata o catedral vieja, sus restos fueron trasladados a la actual catedral de Valladolid en 1669. 
| Predecesor: Bartolomé Molino | Obispo de Tuy 1589-1597        | Sucesor: Juan Cayetano               |
| Predecesor: Diócesis nueva   | Obispo de Valladolid 1597–1600 | Sucesor: Juan Bautista Acevedo Muñoz |

- Datos: Q5721464